# IC 3920
IC 3920 ist eine linsenförmige Galaxie vom Hubble-Typ S0 im Sternbild Canes Venatici am Nordsternhimmel. Sie ist schätzungsweise 348 Millionen Lichtjahre von der Milchstraße entfernt.
Das Objekt wurde am 21. März 1903 von Max Wolf entdeckt.